# Dare to Dream
《Dare to Dream》은 남아프리카 출신 오스트레일리아의 가수이자 송라이터인 트로이 시반이 발매한 첫 익스텐디드 플레이(EP)이다. 트로이가 12살이 되던 해에 오디션 프로그램에 참여하여 부른 다섯 곡의 노래를 발매하였다. 그리고 트로이가 2006년 10월 호주의 유명한 모금 프로그램이 채널 세븐 퍼스 텔레톤에 출연한 지 1년도 채 되지 않은 기간에 발매되었다. 2007년 트로이는 스타 서치 경쟁에서 결승까지 올라갔다.
2019년, 시반은 자신의 홈페이지르 통하여 이 CD를 판매하였고, 우체국에 이 음반을 어머니에게 부친다.

## 트랙 리스트
| #  | 제목                       | 작사·작곡                                               | 재생 시간 |
| -- | -------------------------- | ------------------------------------------------------- | --------- |
| 1. | 〈The Prayer〉             | 데이비드 포스터 캐롤 베이어 알베르토 테스타 토니 레네스 | 4:30      |
| 2. | 〈Unsung Hero〉            | 데이비드 타이슨 딘 맥타것 티나 아레나                   | 4:37      |
| 3. | 〈Over the Rainbow〉       | 시반 해럴드 알렌                                        | 3:45      |
| 4. | 〈There's a Hero〉         | 존 발로우 자비스 돈 쿡                                  | 3:25      |
| 5. | 〈Angels Brought Me Here〉 | 예르겐 엘로프손 존 로빈슨 레이드                        | 3:55      |

## 크레딧
《Dare to Dream》의 라이너 노트에서 발췌함
- 트로이 시반 - 보컬 (전 트랙)
- 토니 이탈리아노 - 엔지니어 (전 트랙)
- 소냐 플러머 - 백 보컬 (전 트랙); 보컬 코치
- 로저 스토치 - 커버 포토, 디자인